# Distretto di Hot
Hot (in thai ฮอด) è un distretto (amphoe) situato nella provincia di Chiang Mai, in Thailandia.

## Storia
Nel 1905 il distretto di Muet Ka fu diviso in due distretti: Mueang Hot e il distretto minore omonimo. Nel 1917 il distretto fu rinominato a "Hot".

## Geografia
I distretti confinanti sono il Mae Chaem, Chom Thong, Ban Hong, Doi Tao, Omkoi, Sop Moei e Mae Sariang.
Il parco nazionale di Op Luang si trova nel distretto.

## Amministrazione
Il distretto Hot è diviso in 6 sotto-distretti (tambon), che sono a loro volta divisi in 60 villaggi (muban).
| n° | Nome                  | Villaggi | Abitanti |
| -- | --------------------- | -------- | -------- |
| 1  | Hang Dong (หางดง)     | 13       | 15.303   |
| 2  | Hot (ฮอด)             | 5        | 3.307    |
| 3  | Ban Tan (บ้านตาล)      | 10       | 5.242    |
| 4  | Bo Luang (บ่อหลวง)     | 12       | 11.958   |
| 5  | Bo Sali (บ่อสลี)        | 10       | 7.926    |
| 6  | Na Kho Ruea (นาคอเรือ) | 10       | 4.551    |